# Onthophagus notatus
Onthophagus notatus är en skalbaggsart som beskrevs av D'orbigny 1902. Onthophagus notatus ingår i släktet Onthophagus och familjen bladhorningar. Inga underarter finns listade i Catalogue of Life.